# Van Lier (schoenen)
Van Lier was een Nederlands merk van mannenschoenen. Het gelijknamige bedrijf uit 1815 was lang een familie-onderneming die gevestigd was in en rond het Brabantse Loon op Zand, een centrum van schoenfabricage. Sinds 1991 wordt het geleid door Geert Van Spaendonck.

## Geschiedenis
De begindagen van Van Lier volgen in eerste instantie een veel gezien patroon van schoenmakers in Nederland, specifieker in het Brabantse Loon op Zand en die van de Langstraat in het bijzonder; een ondernemende boer maakt de overstap naar schoenmaker. Deels noodgedwongen door slechte oogsten en deels vrijwillig door de relatief goede opbrengsten van schoenen door de vrije marktwerking - die in tegenstelling tot de steden waar de gildes de dienst uitmaakten - op het platteland wel mogelijk was. Het belang van deze schoenmakers voor de regio wordt door de toevoeging van drie schoenmakershamers in het wapen van Loon op Zand weergegeven.

### Goyert van Lier
In 1787 werd Goyert van Lier geboren, de jongste zoon van Jan van Lier en Antonetta van Iersel. In 1815 verhuisde Goyert van Lier van Kraanven naar het dorp Loon op Zand, in hetzelfde jaar trouwde hij met Adriaantje van Riel. In de trouwakte staat als beroep ‘schoenmaker’. Daarnaast liet Goyert van Lier zich inschrijven als ‘schoenmakersknecht’ in het register van patentschuldigen – een 19e-eeuwse belasting op beroepen en bedrijven. Door jaarlijks patentbelasting te betalen, kreeg Goyert van Lier toestemming om een zelfstandig beroep of bedrijf uit te oefenen. Het is het begin van Van Lier als schoenproducent en handelaar.

### Mechanisatie
In Kaatsheuvel werden rond 1860 de eerste stikmachines aangetroffen. Deze waren nog handmatig en niet op stoom. Uiteraard ging ook bij Van Lier de technologische ontwikkeling gepaard met angst om banenverlies.

### Oorlogen
Dankzij de grote Europese oorlogen zoals de Frans-Duitse Oorlog nam de vraag naar (soldaten)laarzen toe. Bij het uitbreken van de Eerste Wereldoorlog in 1914 bleef Nederland neutraal en lagen er goede jaren in het verschiet voor de Nederlandse schoenindustrie. Het Centraal Magazijn van Militaire Kleding en Uitrusting Amsterdam in de Conradstraat bestelde honderden paren tegelijk. Toen in 1919 de oorlog afliep kwam er een eind aan de hoogtijdagen.
Ondanks de magere tijd ging de mechanisering door. In 1920 telde de gemeente Loon op Zand vele schoenfabrieken. Het was daarmee de meest geïndustrialiseerde plattelandsgemeente in Noord-Brabant.

### Crisis
De crisis sloeg toe in de schoenmakersbranche. Teruglopende vraag en grote investeringen in machines maakten dat er veel ontslagen vielen en maar weinig schoenmakers het hoofd boven water hielden.
De overheid schoot de armlastige schoenmakers te hulp door beschermende maatregelen voor de schoenenbranche in het leven te roepen. Het zogenaamde ‘Schoenenwetje’ trad in juni 1923 in werking en beperkte de import van buitenlandse schoenen. In dat jaar schafte toenmalig mede-eigenaar Goyke van Lier een aantal grote machines aan ter vervanging van het arbeidsintensieve handwerk en breidde tegelijkertijd het aantal arbeiders in de werkplaats uit. Deze werkplaats bouwde hij om tot een machinale fabriek van zo’n driehonderd vierkante meter. Hierdoor steeg de jaarproductie van 3000 naar 6000 paar, dat was toen de productie van een middelgroot bedrijf.

### Een nieuw tijdperk
Goyke van Lier overlijdt in 1931, zijn broer Willem van Lier volgt hem een jaar later. Van Lier groeit en heeft inmiddels 55 arbeiders in dienst en heeft een jaarproductie van vijftigduizend paar. De zonen van Goyke; Johannes (Jan), Jacobus (Jac) en Henricus (Harrie) werden als eigenaren van de Van Lier firma benoemd. De vierde zoon, Adrianus, was destijds nog niet volwassen en zou later worden benoemd.
Doordat buitenlandse bedrijven zich in Nederland vestigden om het protectionisme te omzeilen en de crisis nog steeds aanhield wist de directie van Van Lier dat alleen door schaalvergroting overleefd kon worden. De winkelprijzen van schoeisel waren al enkelen tientallen procenten gedaald en dus moest de kostprijs omlaag op straffe van een faillissement. Daarom werd er een plan gesmeed om een nieuwe fabriek te bouwen.

### De Tweede Wereldoorlog
Van Lier had aanvankelijk het ‘geluk’ dat het open mocht blijven tijdens de Tweede Wereldoorlog, dit in tegenstelling tot vele andere bedrijven in de regio, maar Van Lier werd desalniettemin geconfisqueerd. In het begin draaide de productie nog op volle toeren maar ze liep al snel terug door schaarste aan leder en andere grondstoffen. Hierdoor halveerde de productie.

### De continuïteit
Hoewel het bedrijf stabiel draaide bleef het bedrijf aanhoudende concurrentie ervaren vanuit het buitenland. Voor Van Lier was daarnaast de bedrijfsopvolging een potentieel probleem. Neef Jef van Lier en Peter van Lier werden opgeleid zodat ze in 1962 de leiding van de onderneming over konden nemen.

### Concurrentie
Door het ontstaan van de Europese Economische Gemeenschap kregen steeds meer productiebedrijven te maken met concurrentie uit lagelonenlanden en vanaf 1960 volgde er een aanzienlijke faillissementsronde van Brabantse productiebedrijven in textiel- en schoenindustrie. Voor de familie Van Lier was dit reden van de naamloze vennootschap een besloten vennootschap met beperkte aansprakelijkheid te maken en de financiële belangen onder te brengen in een holding.
In 1991 trok de familie zich terug uit de directie en nam Van Spaendonck het bedrijf over.

### Winkelsluitingen en faillissement
Van Lier had in Nederland zeven zogenaamde 'monobrandwinkels' waar alleen schoenen van het eigen merk werden verkocht. Deze maakten verlies en werden alle in mei 2025 gesloten. De schoenen waren nog wel te koop in 'multibrandstores' waar ook andere schoenenmerken worden verkocht, en op Van Liers' webshop.
Op 13 augustus 2025 werd bekend dat verschillende dochterondernemingen van Van Lier door de rechtbank failliet waren verklaard. Ook ging die dag de webshop van Van Lier offline. Het is niet bekend hoe ver het faillissement reikt en wat de impact op het moederbedrijf is.